# أل تايلور
أل تايلور (بالإنجليزية: Al Taylor)‏ هو ممثل أمريكي، ولد في 29 أغسطس 1887 في بوسطن في الولايات المتحدة، وتوفي في 2 مارس 1951 في West Los Angeles ‏ في الولايات المتحدة.

## وصلات خارجية
- أل تايلور على موقع IMDb (الإنجليزية)
- أل تايلور على موقع تيرنر كلاسيك موفيز (الإنجليزية)
- أل تايلور على موقع أول موفي (الإنجليزية)
- أل تايلور على موقع قاعدة بيانات الفيلم (الإنجليزية)
- أل تايلور على موقع كينوبويسك (الروسية)